# Lukáš Provod
Lukáš Provod (ur. 23 października 1996 w Pilźnie) – czeski piłkarz, grający na pozycji lewego pomocnika w czeskim klubie Slavia Praga oraz w reprezentacji Czech.

## Kariera piłkarska
Swoją karierę piłkarską Provod rozpoczął w klubie Viktoria Pilzno. W 2015 roku awansował do kadry pierwszej drużyny. W 2016 roku został na dwa lata wypożyczony do drugoligowego Baníka Sokolov. Zadebiutował w nim 6 sierpnia 2016 w zremisowanym 2:2 domowym meczu z FC Sellier & Bellot Vlašim.
W 2019 Provod został wypożyczony do Dynama Czeskie Budziejowice. Swój debiut w nim zanotował 3 marca 2019 w zwycięskim 1:0 wyjazdowym meczu z FC Sellier & Bellot Vlašim. W sezonie 2018/2019 awansował z Dynamem do pierwszej ligi.
Latem 2019 Provod został wypożyczony do Slavii Praga. Swój debiut w Slavii zaliczył 14 września 2019 w wygranym 3:0 domowym meczu z 1. FC Slovácko. W styczniu 2020 został wykupiony przez Slavię za kwotę 770 tysięcy euro. W sezonie 2019/2020 wywalczył ze Slavią mistrzostwo Czech.
| Sezon   | Klub                        | Kraj   | Rozgrywki | Mecze | Gole |
| ------- | --------------------------- | ------ | --------- | ----- | ---- |
| 2015/16 | Viktoria Pilzno             | Czechy | 1. Liga   | 0     | 0    |
| 2016/17 | Baník Sokolov               | Czechy | 2. Liga   | 27    | 2    |
| 2017/18 | Baník Sokolov               | Czechy | 2. Liga   | 13    | 0    |
| 2018/19 | Dynamo Czeskie Budziejowice | Czechy | 2. Liga   | 13    | 2    |
| 2019/20 | Dynamo Czeskie Budziejowice | Czechy | 1. Liga   | 7     | 2    |
| 2019/20 | Slavia Praga                | Czechy | 1. Liga   | 20    | 2    |

## Kariera reprezentacyjna
Provod występował w młodzieżowych reprezentacjach Czech U-20 i U-21. 4 września 2020 zadebiutował w reprezentacji Czech w wygranym 3:1 meczu Ligi Narodów ze Słowacją, rozegranym w Bratysławie. W 68. minucie tego meczu zmienił Jakuba Jankto.